# كورت فوس
كورت فوس (بالنرويجية البوكمول: Kurt Foss)‏ هو مغني وكاتب أغاني وموسيقي نرويجي، ولد في 1925 في برغن في النرويج، وتوفي في 17 أكتوبر 1991.

## وصلات خارجية
- كورت فوس على موقع ميوزك برينز (الإنجليزية)
- كورت فوس على موقع ديسكوغز (الإنجليزية)